# Boa Vista do Cadeado
Boa Vista do Cadeado är en kommun i Brasilien.   Den ligger i delstaten Rio Grande do Sul, i den södra delen av landet, 1 600 km söder om huvudstaden Brasília. Antalet invånare är 2 441.
Trakten runt Boa Vista do Cadeado består till största delen av jordbruksmark. Runt Boa Vista do Cadeado är det ganska tätbefolkat, med 54 invånare per kvadratkilometer.